# Klasztor Bonifratrów w Prudniku
Klasztor Bonifratrów w Prudniku – konwent bonifratrów w zakonnej prowincji polskiej, w Prudniku, w zachodniej części Starego Miasta, przy ul. Piastowskiej 8.
Do wojewódzkiego rejestru zabytków wpisane jest:
- zespół klasztorny bonifratrów, ul. Piastowska 6:
  - kościół, ob. par. pw. św.św. Piotra i Pawła, 1783-1787, nr rej.: 481/58 z 15.10.1958 (wypis z księgi rejestru)
  - klasztor, 2 poł. XVIII, nr rej.: 496/58 z 15.10.1958 (wypis z księgi rejestru)
  - skrzydło szpitalne (wschodnie), 1896, 1914-16, nr rej.: A-290/2019 z 26.02.2019
  - ogrodzenie przy skrzydle, mur./drewn., 1914-16, nr rej.: j.w.
  - ruina klasztoru, XVIII, nr rej.: 518/58 z 15.11.1958 (wypis z księgi rejestru) (nie istnieje)

## Historia

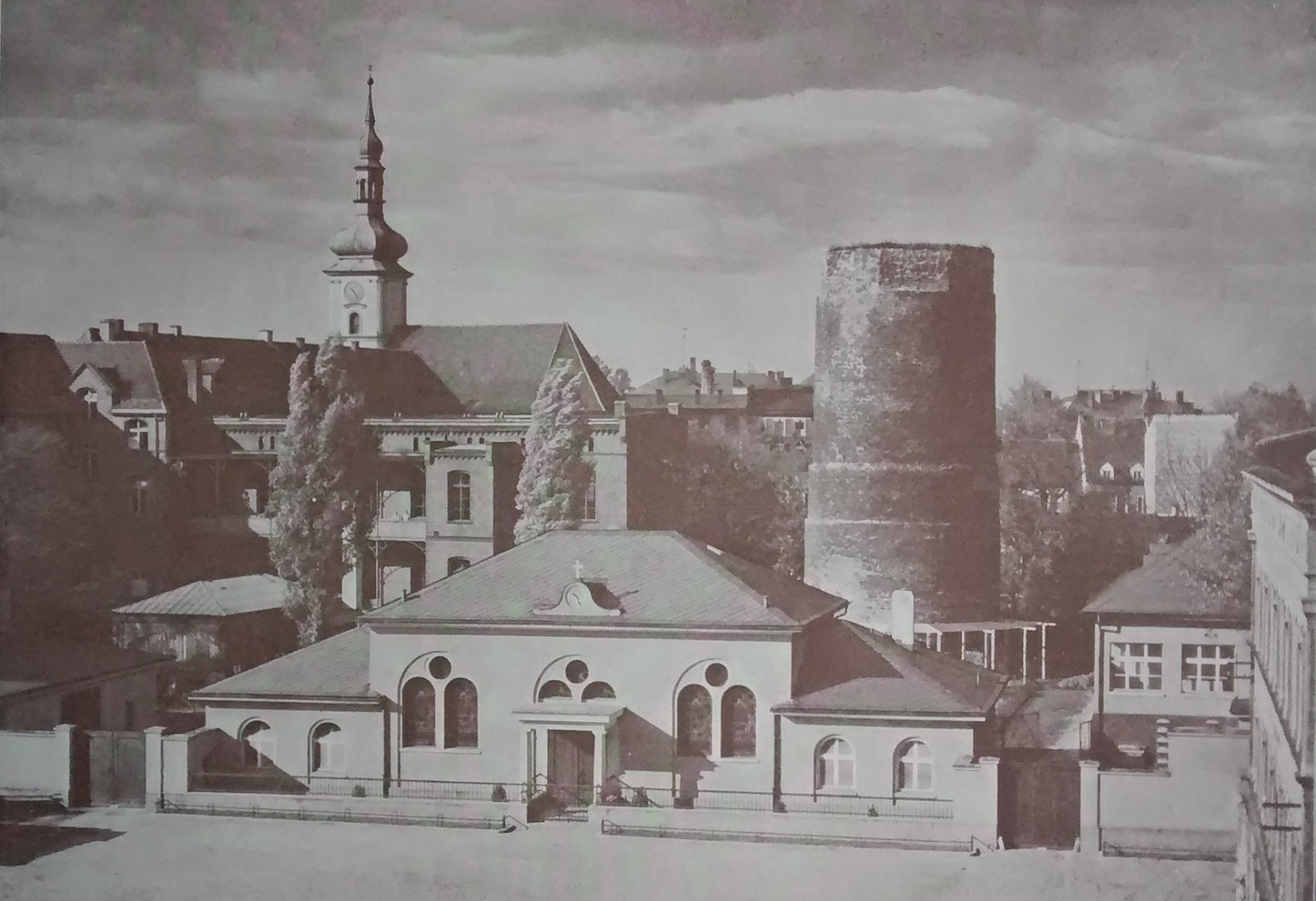
Teren zespołu klasztornego (1920)

Początki klasztoru wiążą się z postacią Fryderyka Wilhelma von Rödera (1718–1781), podpułkownika stacjonującego w Prudniku pułku kirasjerów. Został on ciężko ranny kartaczem w czasie wojny siedmioletniej w bitwie pod Świebodzicami i szukał pomocy w Lądku-Zdroju. Dowiedział się wówczas o bracie Martinim Probusie, należącego do wrocławskiej wspólnoty Braci Miłosierdzia. Miał on uleczyć ciężko chorego syna zamożnego prudnickiego mieszczanina Weidingera. Pomógł on również von Röderowi, który w podziękowaniu za uleczenie podjął starania o utworzenie w Prudniku bonifraterskiego szpitala, gdzie na opiekę mogłaby liczyć okoliczna ludność.
Król Fryderyk II Wielki w 1764 wydał zezwolenie na założenie klasztoru bonifratrów w Prudniku. Pułkownik von Röder zakupił ziemię, na której do 1766 zakonnik założył szpitalik z kaplicą i aptekę. W 1769 plan powstania kościoła i klasztoru został opracowany przez architekta Michała Klemensa z Karniowa. Klasztor wraz ze szpitalem powstał w latach 1782–1783, natomiast w latach 1785–1787 wzniesiono kościół Świętych Apostołów Piotra i Pawła. Budowę nadzorował mistrz murarski Piotr Paweł Ertel z Wrocławia.
Dzięki umiejętnościom medycznym bonifratrów, nie zostali oni objęci edyktem sekularyzacyjnym króla Fryderyka Wilhelma III z 1810. Klasztor otrzymał oświetlenie gazowe w 1864. W latach 1878–1882 klasztor był zamknięty dla wiernych. W 1893 zakonnicy zakupili pralnię, stajnię i stodołę. Fosa pobliskiego zamku została zasypana gruzem z rozbieranych murów, a teren splantowano pod ogród warzywny.
W 1914–1916 wzniesiono skrzydło wschodnie klasztoru (Dom św. Jana Bożego). W czasie I wojny światowej w klasztorze znajdował się lazaret wojskowy. W 1939 wielu zakonników zostało zmobilizowanych. Po zakończeniu II wojny światowej dobra bonifratrów oddano osobom prywatnym. W 1953–1957 szpital i apteka zostały upaństwowione, a zakonnikom zostawiono jedynie kościół. Apteka powróciła do bonifratrów w 1991, a później także klasztor z ogrodem. W 2004 zakonnicy odzyskali szpital. W 2020 r. zakon na terenie klasztoru utworzył warsztaty terapii zajęciowej dla osób niepełnosprawnych.

## Zabudowania klasztorne

### Kościół

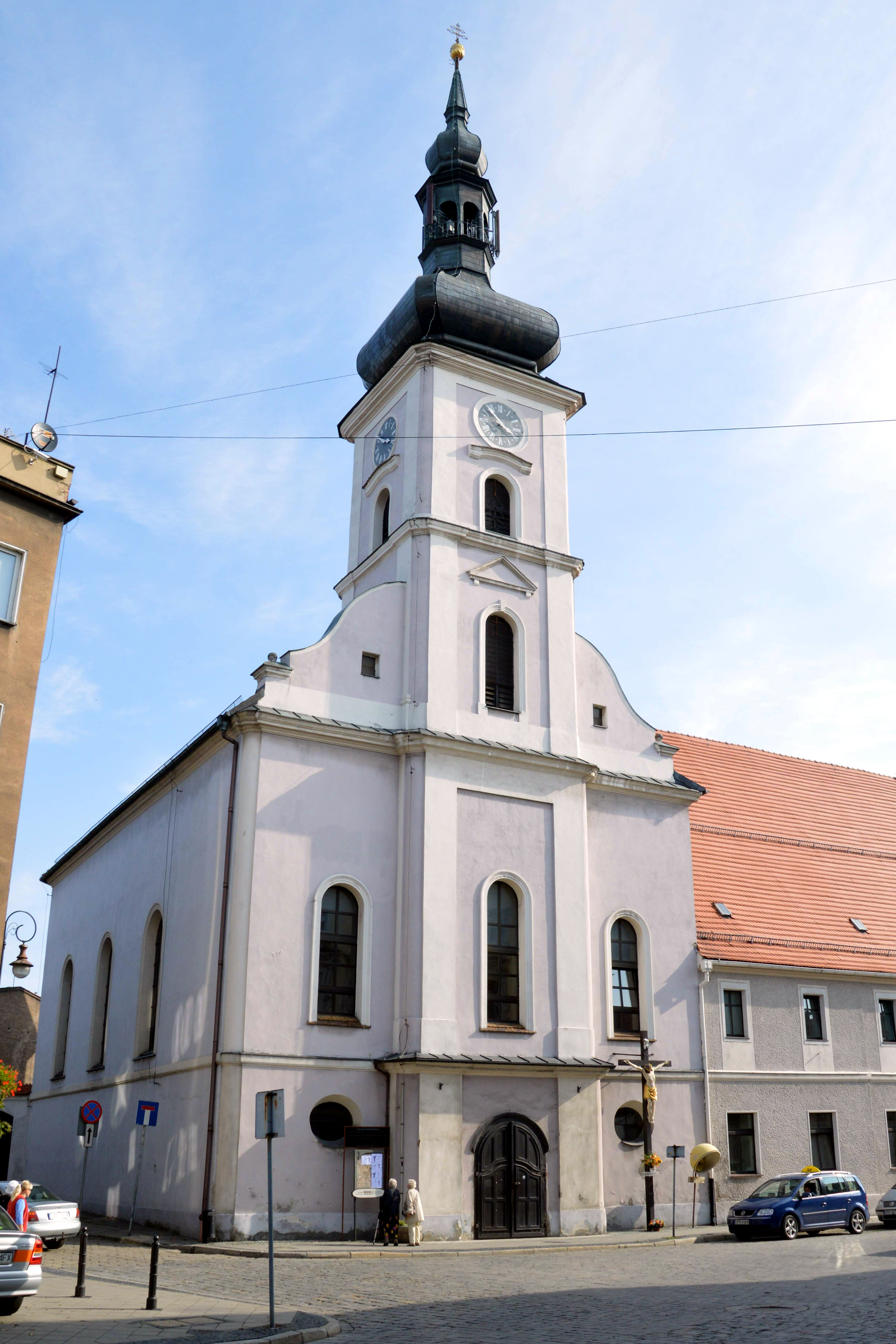
Kościół Świętych Apostołów Piotra i Pawła

Kościół Świętych Apostołów Piotra i Pawła został wzniesiony w latach 1785–1787. Posiada niecodzienną, północną orientację (a nie jak zazwyczaj w symbolicznym kierunku Jerozolimy, na wschód). Wystrój pochodzi z XVIII i XIX wieku. Od strony wschodniej przylegają do niego zabudowania klasztorne. Został wzniesiony na planie prostokąta jako kościół salowy z zamkniętym trójbocznie prezbiterium skierowanym na północ i niemal całkowicie wtopioną w elewację południową wieżą.
Kościół jest murowany z cegły i otynkowany. Jego korpus jest nakryty dachem dwuspadowym (wielopołaciowym w partii prezbiterium). Czterokondygnacyjna wieża zwieńczona jest hełmem baniastym ze smukłą latarnią. Elewacja frontowa (południowa) jest 3-osiowa z nieznacznie wyładowaną przed lico osią wieżową.
Narożniki są zaokrąglone, podkreślone pilastrami, a artykulacji dopełniają gzymsy (wydatne w partii wieży) międzykondygnacyjne i koronujący oraz zróżnicowane kształtem otwory. Na osi znajduje się zamknięte odcinkiem łuku wejście. W połowie trzeciej kondygnacji wieża ujęta jest spływami o linii falistej. W ostatniej, czyli czwartej kondygnacji wieży znajdują się umieszczone nad otworami okiennymi, tarcze zegarowe. Elewacja boczna i elewacja prezbiterium artykułowane są wysokimi, zamkniętymi półkoliście otworami okiennymi.
Salowe wnętrze kościoła jest nakryte sklepieniem kolebkowym z lunetami, a ściany artykułowane parami pilastrów. Sklepienie i ściany pokryte są dekoracjami. W południowej części znajduje się wsparty na trzech arkadach, chór muzyczny z pełną balustradą pokrytą stiukowym ornamentem.
W kościele zachowała się część historycznego wystroju, między innymi polichromie w sklepieniu nawy i prezbiterium, autorstwa Klinka z 1906 i wyposażenia.

### Klasztor

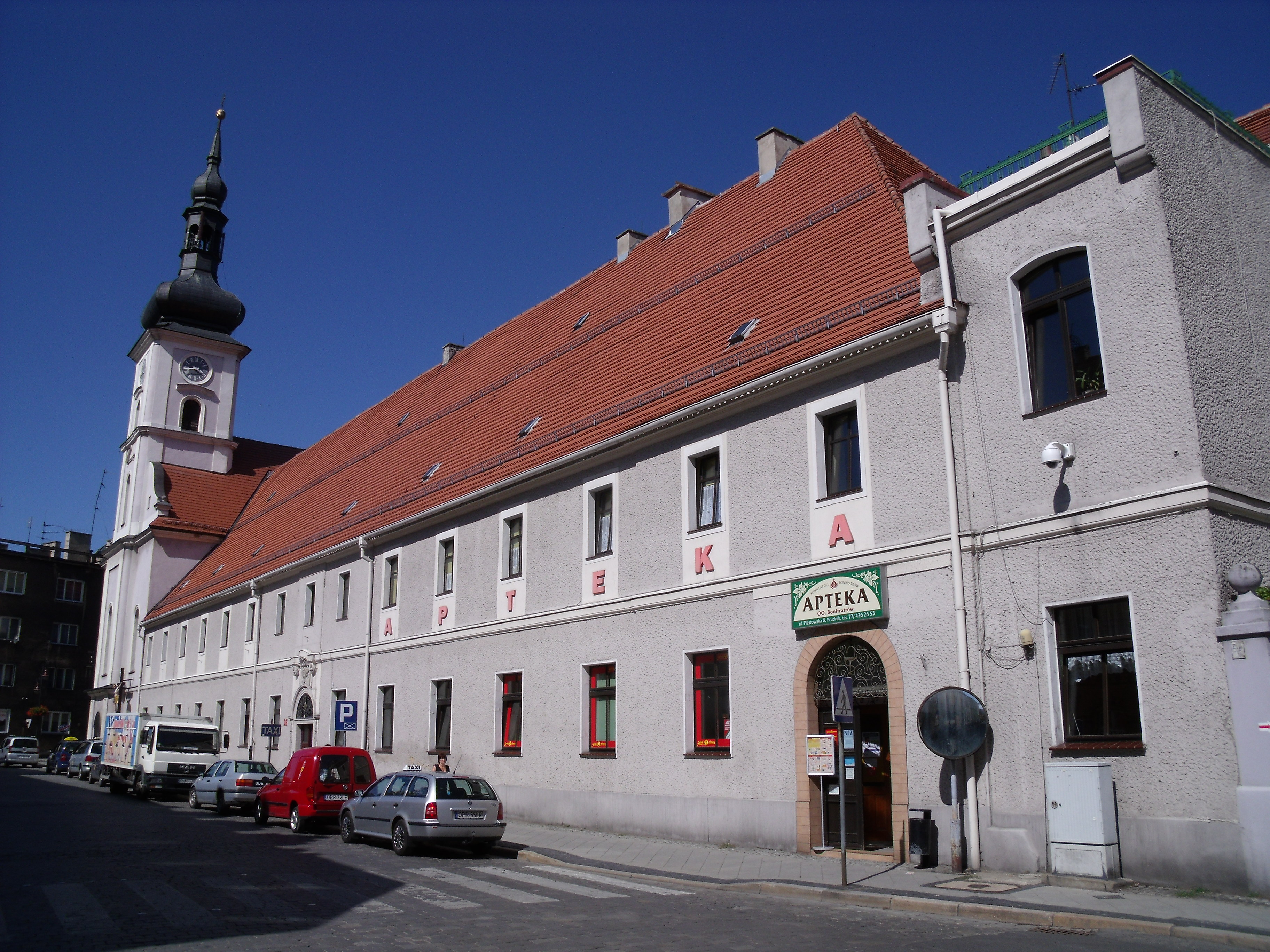
Klasztor z apteką

Klasztor znajduje się w ciągu zabudowy ul. Piastowskiej. Od zachodu przylega do kościoła Świętych Apostołów Piotra i Pawła, a od wschodu do wzniesionego na początku XX Domem św. Jana Bożego. Został wzniesiony na planie prostokąta, z późniejszymi przybudówkami w elewacji tylnej i skrzydłem wschodnim wzniesionym podczas I wojny światowej.
Elewacja frontowa (południowa) budowli jest piętnastoosiowa na cokole z zaakcentowaną przez płytki ryzalit osią środkową. Artykułowana jest rytmem prostokątnych otworów okiennych (w drugiej kondygnacji w tynkowych obramieniach) oraz gzymsem międzykondygnacyjnym. W osi środkowej znajduje się ujęte stiukowym portalem wejście. Portal z półkolistym nadświetleniem ujętym po bokach festonami oraz w zwieńczeniu z wypukłym odcinkiem gzymsu, girlandami i płyciną, na której pierwotnie znajdowała się inskrypcja, a obecnie umieszczona została płaskorzeźba z gołębicą i datami 1764-2004. W skrajnej osi wschodniej znajduje się wejście ujęte boniowaną opaską tynkową. Elewacja północna rozczłonkowana jest dobudówkami o różnej wysokości i charakterze oraz zróżnicowanymi w kształcie otworami okiennymi.
Układ wnętrz jest dwutraktowy z korytarzem znajdującym się pomiędzy traktami. W części południowo-zachodniej znajduje się refektarz nakryty sklepieniem kolebkowym z lunetami pokryty polichromią. Ponad nim, na piętrze znajduje się kaplica zakonna z neobarokową dekoracją. Korytarz oraz pomieszczenia przyziemia sklepione są kolebkowo-krzyżowo i kolebkowo z lunetami. Budowla przykryta jest wysokim dachem czterospadowym krytym dachówką. We wnętrzu zachowała się część historycznego wyposażenia, w tym ołtarz w kaplicy i obrazy: „Chrystus przed Piłatem” z 1659 r., „Cierniem koronowanie” z 1659 r., „Uczta u Łazarza” z 1755 r., portret Fryderyka Wilhelma von Rödera, a także barokowy krucyfiks.

### Dom św. Jana Bożego

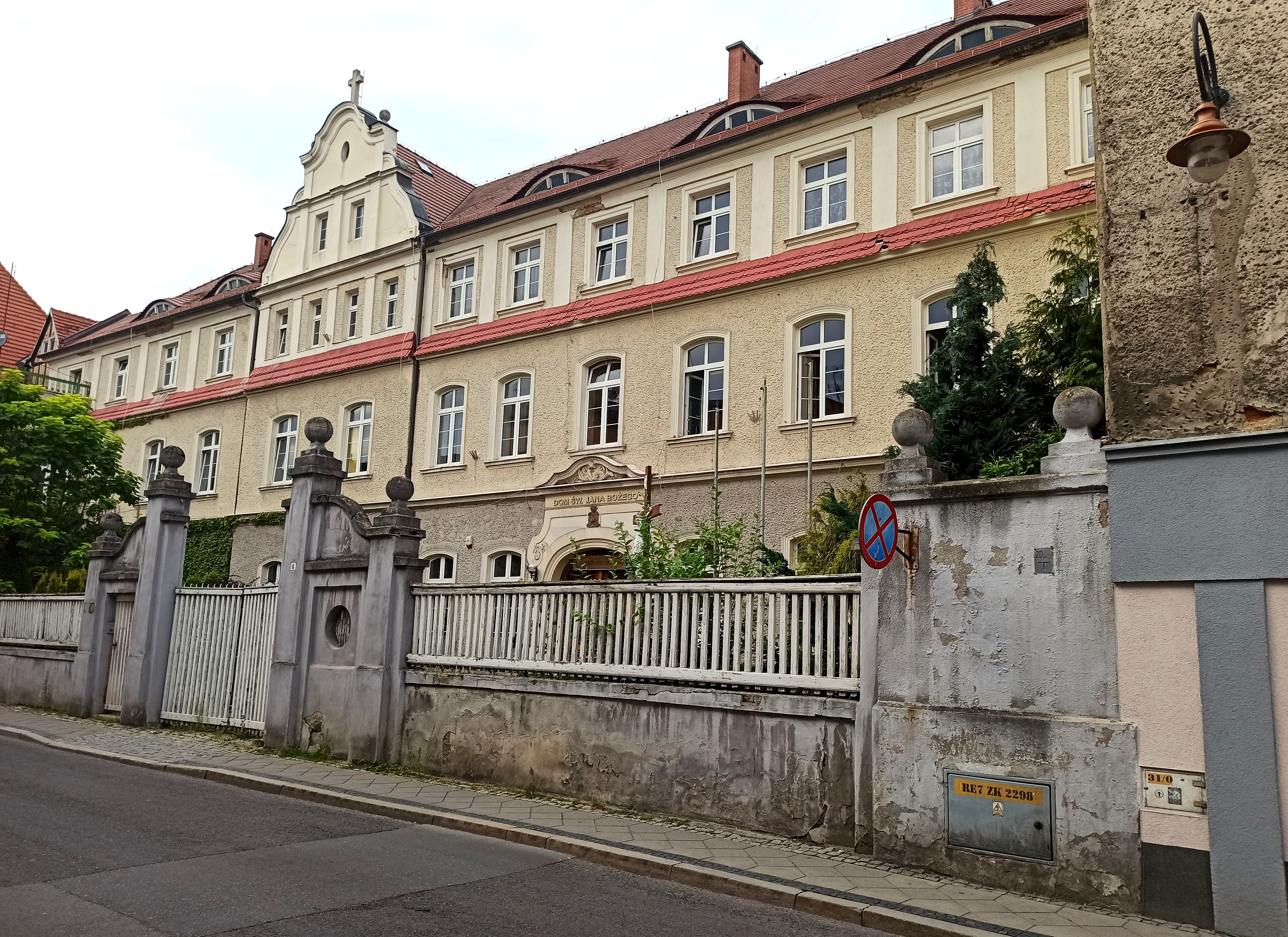
Dom św. Jana Bożego

Szpital klasztoru wzniesiony został w latach 1914–1916. Po zakończeniu II wojny światowej został upaństwowiony. Zakonnicy odzyskali go dopiero w 2004. W 2006 na miejsce szpitala publicznego powstał Dom św. Jana Bożego, który funkcjonuje na zasadach Domu Pogodnej Starości.